# Vigna unguiculata
Vigna unguiculata, comúnmente llamado caupí, carilla, alubia ojo de perdiz, judía de careta, frijol de carita, frejol Castilla (Perú), frijol paciencia (Ecuador), chíchere, chíchare, chicharillo, chícharo salvaje, frijol chino, frijol cabecita negra, poroto tape (Uruguay), chícharo de boquita negra (Sevilla), espelón o xpelón (Yucatán), es una legumbre comestible de la familia Fabaceae. Es una planta anual cultivada probablemente por primera vez en África Occidental que se cultiva en gran parte de Asia y América en sus diferentes variedades. 

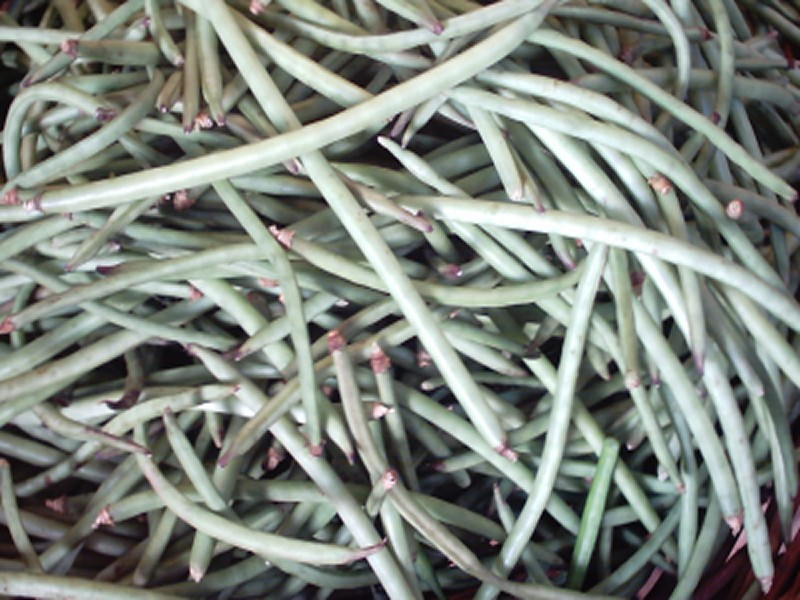
Frutos

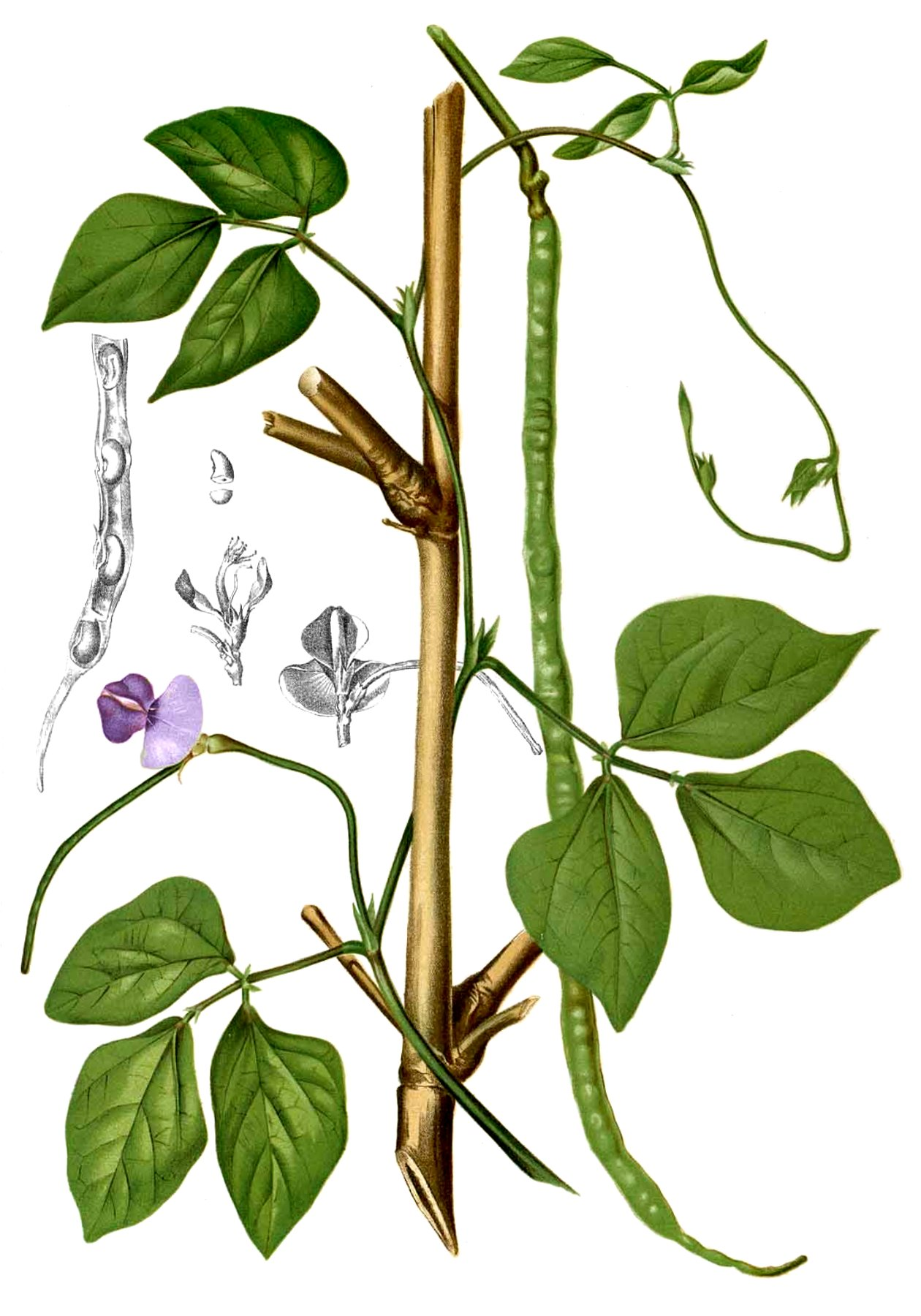
Ilustración

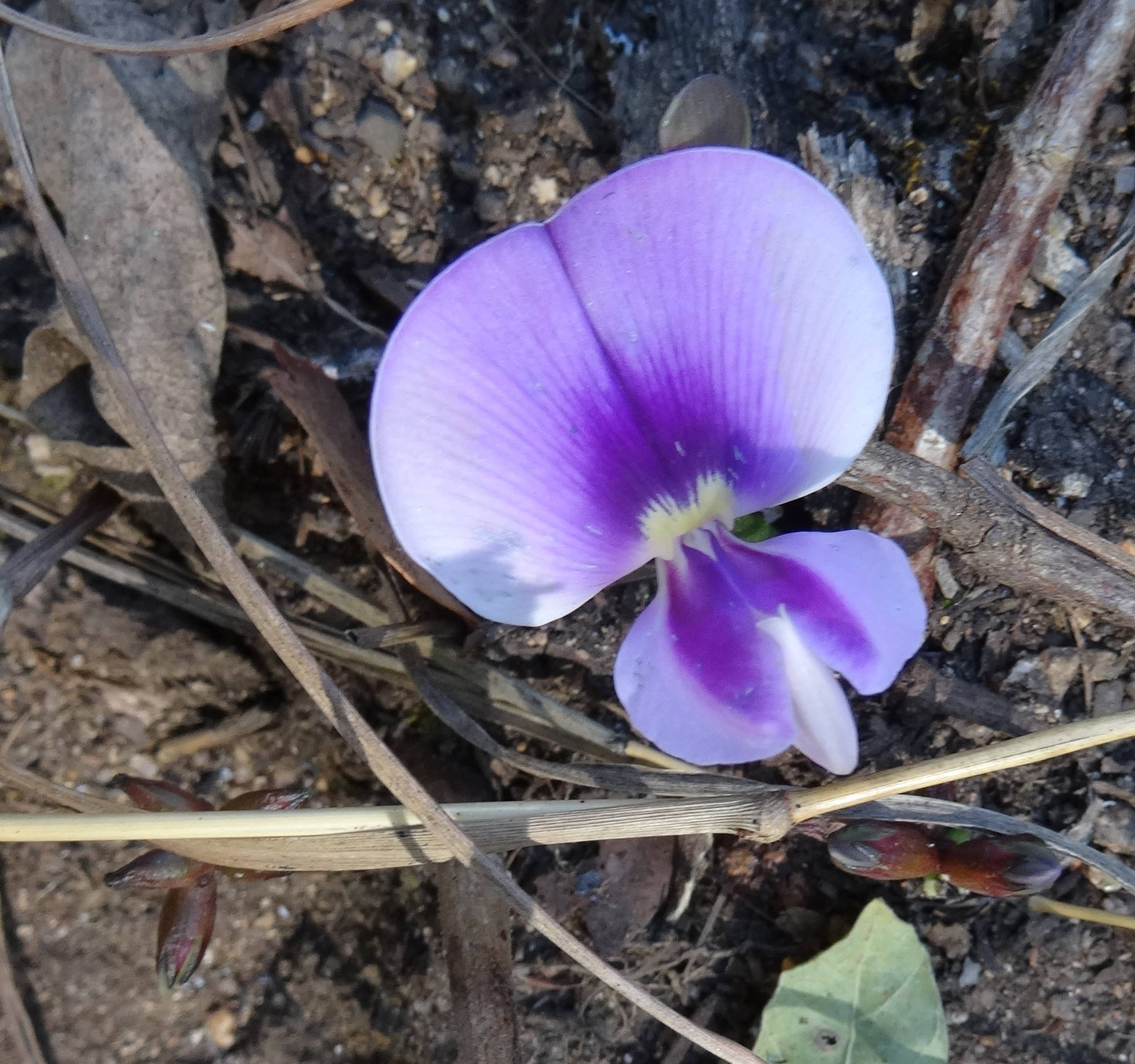
Planta con flor

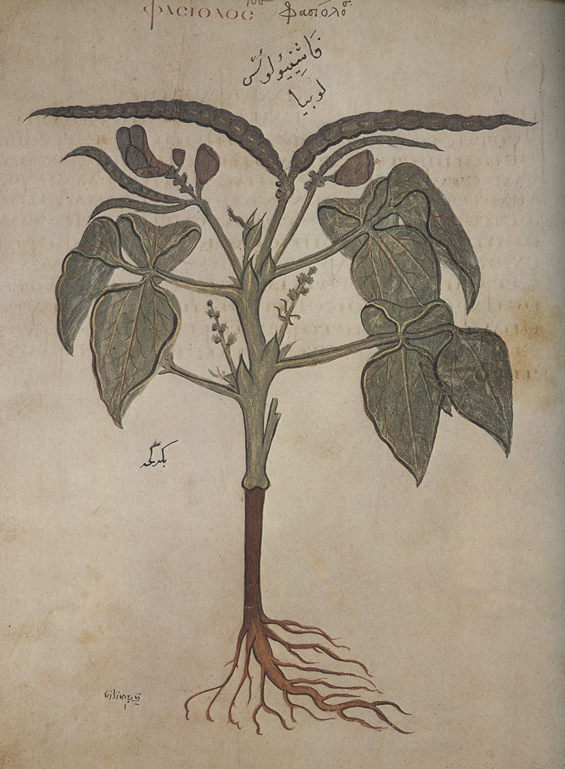
Ilustración

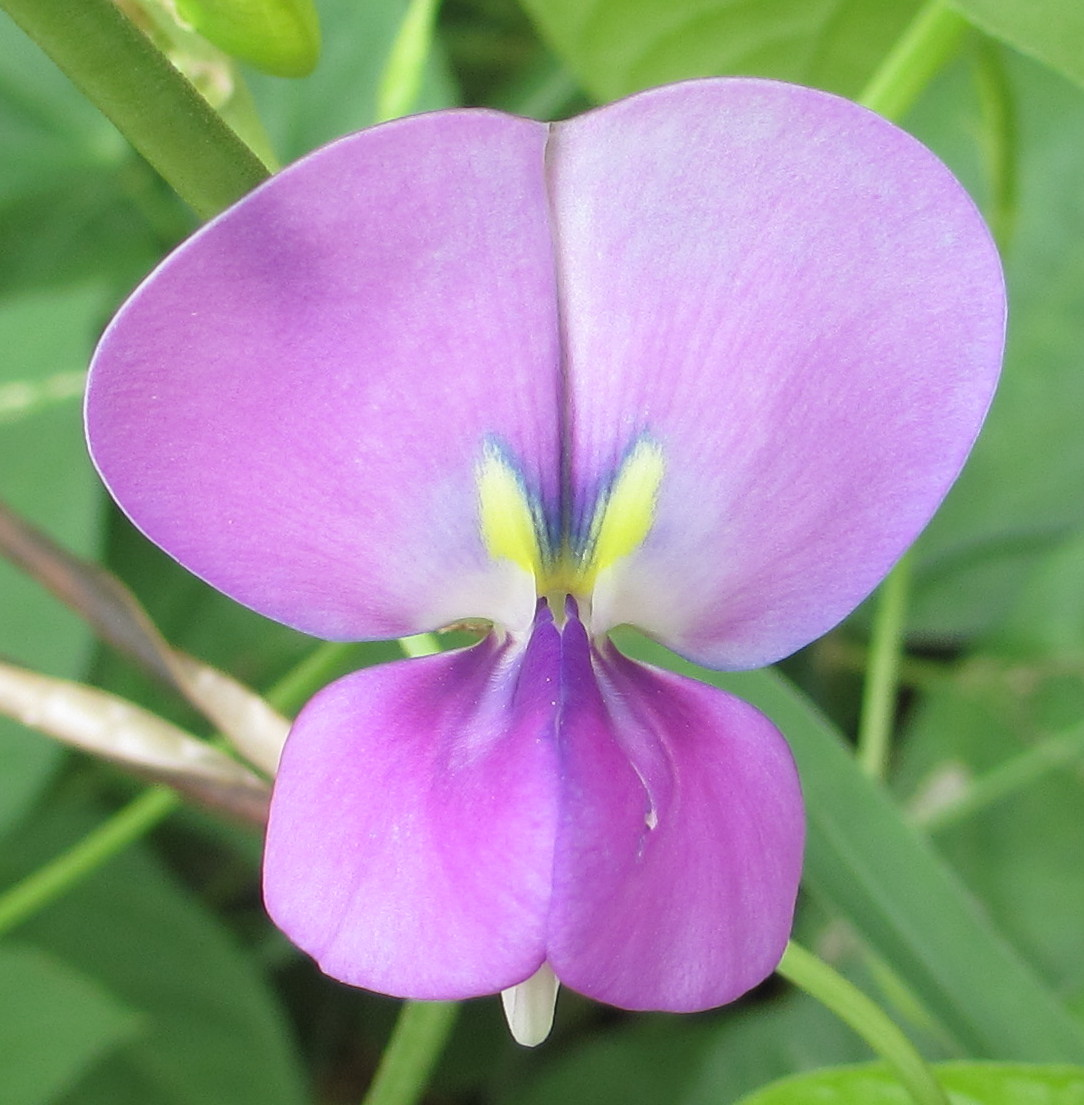
Detalle de la flor

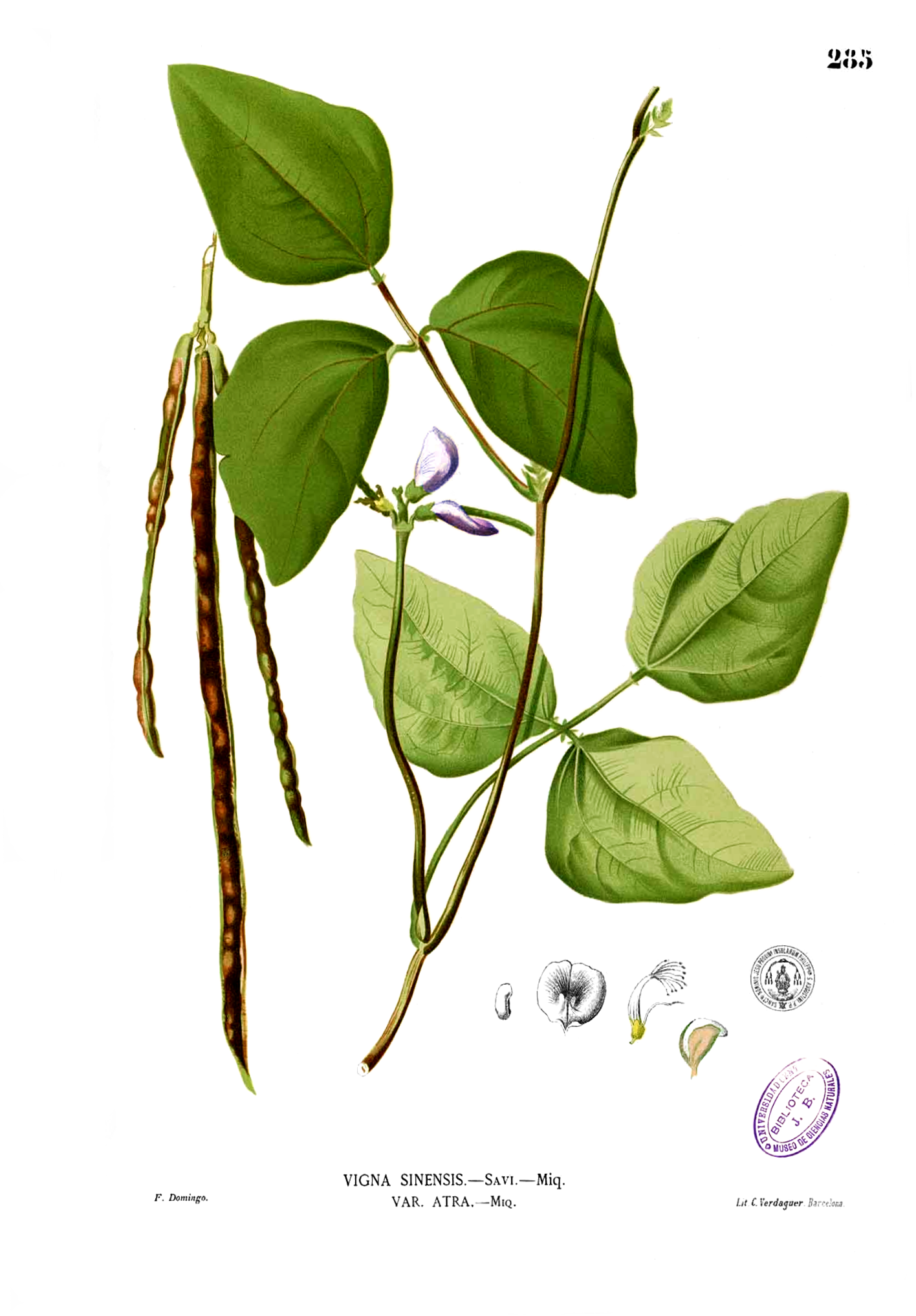
Ilustración

El nombre carilla o carita proviene del de judía con careta (derivado quizá del latín iudaeus, y este del hebreo יְהוּדִי yəhūdī: «judío») o "alubias" (del árabe اللوبياء al-lūbiyāʾ, tomado del persa لوبيا lubeyā) y la palabra castellana careta (máscara, antifaz)
Esta variedad de judía es más pequeña que la normal, apenas llegando al centímetro. Su color es blanco o blanco amarillento y tiene una careta o mancha negra en su lateral.

## Descripción Botánica
Es una planta herbácea, anual, trepadora. Sus hojas están compuestas por tres foliolos de forma ovalada o romboide, algunas veces cubiertos de vellosidades. Las plantas de hábito trepador tienen tallos volubles y zarcillos formados por la modificación de foliolos terminales. Tiene flores asimétricas de color blanco amarillento y su fruto es una legumbre de color variable, con 3-12 semillas en su interior. Estas semillas son muy parecidas a las de la judía americana, pero tienen una mancha negra en la parte central que le da el aspecto particular de «carilla» que le da nombre.

## Reproducción
Por semillas. Según las preferencias de consumo se puede elegir entre diferentes variedades, trepadoras o matas bajas, de crecimiento determinado o indeterminado.

## Cultivo
Existen numerosas variedades cultivadas de muy diverso fotoperíodo, pero todas requieren una temporada cálida para la germinación y buen drenaje, pero toleran suelos pobres en nutrientes y elevadas condiciones de acidez, así como regímenes de lluvias inferiores a los 300 mm anuales. Resistente a la sombra, se planta en parcelas compartidas con gramíneas, como el maíz (Zea mays) o el sorgo (Sorghum bicolor), u otros cultivos como el algodón (Gossypium spp.) y la caña de azúcar (Saccharum officinarum). Como cultivo de rotación tiene la ventaja de ayudar a fijar el nitrógeno al suelo, mejorando su rendimiento.
Prefiere suelos sueltos y no calizos o pesados como los arcillosos y exposiciones soleadas. Dependiendo del clima, se plantan a mediados de la primavera o cuando ya no exista riesgo de heladas. Necesitan un aporte de abono mineral, sobre todo potasio y fósforo. En sus raíces existen nódulos formados por bacterias simbióticas del género Rhizobium, que les permiten fijar el nitrógeno atmosférico.
Son muy sensibles al frío, la excesiva humedad y los vientos. Pueden sufrir ataques fúngicos, como el mildiu o el oidio e insectiles, como la mosca blanca.

## Producción mundial
| Principales productores de caupí (2018) (toneladas) | Principales productores de caupí (2018) (toneladas) |
| --------------------------------------------------- | --------------------------------------------------- |
| Nigeria                                             | 2.606.912                                           |
| Níger                                               | 2.376.727                                           |
| Burkina Faso                                        | 630.965                                             |
| Ghana                                               | 215.350                                             |
| Tanzania                                            | 202.865                                             |
| Camerún                                             | 185.832                                             |
| Kenia                                               | 179.399                                             |
| Mali                                                | 157.739                                             |
| Birmania                                            | 136.411                                             |
| Sudán                                               | 104.667                                             |

Fuente

## Recolección
Se pueden consumir frescos o secos si se dejan madurar en la planta, después se arranca la mata y se dejan secar totalmente colgándolos cabeza abajo en un lugar fresco y seco.
Los granos secos son las carillas o judías, que se conservan durante mucho tiempo en tarros cerrados y en lugares sin humedad.

## Historia
El uso medicinal del dólico de aceite negro,  lo demuestra su presencia en la Capitulare de villis vel curtis imperii, una orden emitida por Carlomagno que reclama a sus campos para que cultiven una serie de hierbas y condimentos incluyendo las "fasiolum" identificada actualmente como Vigna unguiculata.

## Usos
El grano se emplea como alimento en regiones tropicales del Viejo y Nuevo Mundo; se cultiva además como forraje. Es un cultivo alimentario sumamente importante en los trópicos asiáticos y africanos, gracias a que tolera bien la sequía y el calor, a diferencia de otras leguminosas.

## Gastronomía
Poseen un alto contenido en proteínas y fibra, siendo así mismo una fuente excelente de minerales, como el potasio, hierro, selenio, molibdeno y ácido fólico.
Este producto es muy típico de la zona norte de Extremadura, el valle del Tiétar y centro de Castilla, constituyendo un producto muy típico de la ciudad de Talavera de la Reina donde es uno de sus platos tradicionales.
En la Región Caribe de Colombia se prepara el arroz de fríjol cabecita negra.

## Taxonomía
Vigna unguiculata fue descrita por (L.) Walp. y publicado en Repertorium Botanices Systematicae. 1(5): 779. 1843.
Etimología
Vigna: nombre genérico que fue otorgado en honor del botánico italiano Dominico Vigna que lo descubrió en el siglo XVII.
unguiculata: epíteto latino que significa "con una garra"
Variedades
- Vigna unguiculata subsp. aduensis Pasquet
- Vigna unguiculata subsp. alba (G.Don) Pasquet
- Vigna unguiculata var. asparaginea Bertoni
- Vigna unguiculata subsp. baoulensis (A.Chev.) Pasquet
- Vigna unguiculata var. brasilica Bertoni
- Vigna unguiculata subsp. burundiensis Pasquet
- Vigna unguiculata subsp. cylindrica (L.) Verdc.
- Vigna unguiculata subsp. dekindtiana (Harms) Verdc.
- Vigna unguiculata var. inga Bertoni
- Vigna unguiculata subsp. letouzeyi Pasquet
- Vigna unguiculata var. mensensis (Schweinf.) Maréchal, Mascherpa & Stainier
- Vigna unguiculata var. oryzina Bertoni
- Vigna unguiculata subsp. pawekiae Pasquet
- Vigna unguiculata subsp. pubescens (R.Wilczek) Pasquet
- Vigna unguiculata var. serotina Bertoni
- Vigna unguiculata subsp. sesquipedalis (L.) Verdc.
- Vigna unguiculata var. spontanea (Schweinf.) Pasquet
- Vigna unguiculata subsp. stenophylla (Harv.) Marechal & al.
- Vigna unguiculata var. sulphurea Bertoni
- Vigna unguiculata subsp. tenuis (E.Mey.) Marechal & al.
- Vigna unguiculata var. tenuis (E. Mey.) Mithen
- Vigna unguiculata var. tonkinensis Bertoni

Sinonimia
- Dolichos biflorus L.
- Dolichos catjang L.
- Dolichos melanophtalmos DC.
- Dolichos sinensis L.
- Dolichos unguiculata L.
- Dolichos unguiculatus L.
- Vigna catjang (Burm.f.) Walp.
- Vigna sesquipedalis (L.) Fruwirth
- Vigna sinensis (L.) Hassk.
- Dolichos hastifolius Schnizl.
- Dolichos lubia Forssk.
- Dolichos melanophthalamus DC.
- Dolichos monachalis Brot.
- Dolichos obliquifolius Schnizl.
- Dolichos sphaerospermus (L.) DC.
- Dolichos tranquebaricus Jacq.
- Liebrechtsia scabra De Wild.
- Phaseolus sphaerospermus L.
- Phaseolus unguiculatus (L.) Piper
- Vigna brachycalyx Baker f.
- Vigna catjiang (Burm.f.) Walp.
- Vigna scabra (De Wild.) T.Durand & H.Durand
- Vigna scabrida Burtt Davy
- Vigna sinensis (L.) Savi ex Hausskn.[9]

## Nombres comunes
- Frejol castilla en Perú, frijol verde de Chile, judía de careta, caragilates, caragirates, garrubias, frijol de fraile, frijolillo de la India, quibal de Filipinas.[10]